# Mowa (Índia)
Mowa é uma vila no distrito de Raipur, no estado indiano de Chhattisgarh.

## Demografia
Segundo o censo de 2001, Mowa tinha uma população de 13 697 habitantes. Os indivíduos do sexo masculino constituem 53% da população e os do sexo feminino 47%. Mowa tem uma taxa de literacia de 66%, superior à média nacional de 59,5%: a literacia no sexo masculino é de 74% e no sexo feminino é de 57%. Em Mowa, 16% da população está abaixo dos 6 anos de idade.